# Melanolophia patularia
Melanolophia patularia är en fjärilsart som beskrevs av Walker 1861. Melanolophia patularia ingår i släktet Melanolophia och familjen mätare. Inga underarter finns listade i Catalogue of Life.